# Eupanacra micholitzi
Eupanacra micholitzi là một loài bướm đêm thuộc họ Sphingidae. Nó được tìm thấy ở Papua New Guinea.
Nó giống với Eupanacra pulchella, ngoại trừ một số khác biệt về đường kẻ trên cánh trước.